# Badminton alla XXVII Universiade
Il torneo di badminton della XXVII Universiade si è svolto all'Accademia del Tennis di Kazan', in Russia, dal 5 all'11 luglio 2013.

## Podi
| Evento    | Oro | Argento | Bronzo |
| Maschile  | | | |
| Singolare | Tanongsak Saensomboonsuk | Gao Huan | Iskandar Zulkarnain |
| Singolare | Tanongsak Saensomboonsuk | Gao Huan | Chou Tien-chen |
| Doppio    | Corea del Sud Ko Sung-hyun Lee Yong-dae | Russia Vladimir Ivanov Ivan Sozonov                                                                                | Corea del Sud Hong Ji-hoon Kim Ki-jung |
| Doppio    | Corea del Sud Ko Sung-hyun Lee Yong-dae | Russia Vladimir Ivanov Ivan Sozonov                                                                                | Malaysia Loh Wei Sheng Jagdish Singh |
| Femminile | | | |
| Singolare | Sung Ji-hyun | Tai Tzu-ying | Yao Xue |
| Singolare | Sung Ji-hyun | Tai Tzu-ying | Porntip Buranaprasertsuk |
| Doppio    | Corea del Sud Chang Ye-Na Kim So-Young | Cina Luo Yu Tian Qing                                                                                              | Corea del Sud Lee So-Hee Shin Seung-Chan |
| Doppio    | Corea del Sud Chang Ye-Na Kim So-Young | Cina Luo Yu Tian Qing                                                                                              | Malaysia Chow Mei Kuan Lee Meng Yean |
| Misto     | | | |
| Doppio    | Corea del Sud Kim Ki-Jung Kim So-Young | Cina Liu Cheng Tian Qing                                                                                           | Russia Vladimir Ivanov Nina Vislova |
| Doppio    | Corea del Sud Kim Ki-Jung Kim So-Young | Cina Liu Cheng Tian Qing                                                                                           | Taipei Cinese Chen Hung-ling Wang Pei-rong |
| Squadre   | Corea del Sud Chang Ye-Na Hong Ji-Hoon Kim Ki-Jung Kim Min-Gi Kim So-Young Ko Sung-Hyun Lee So-Hee Lee Yong-dae Shin Seung-Chan Sung Ji-Hyun | Cina Chen Luoxun Chen Xi Gao Huan Li Gen Liu Cheng Luo Yu Sun Yu Suo Di Tian Houwei Tian Qing Yao Xue Zhang Zhijun | Thailandia Savitree Amitrapai Akarawin Apisuk Inkarat Apisuk Pacharakamon Arkornsakul Porntip Buranaprasertsuk Chanida Julrattanamanee Suwat Phaisansomsuk Pisit Poodchalat Rawinda Prajongjai Tanongsak Saensomboonsuk Pijtjan Wangpaiboonkij Sermsin Wongyaprom |
| Squadre   | Corea del Sud Chang Ye-Na Hong Ji-Hoon Kim Ki-Jung Kim Min-Gi Kim So-Young Ko Sung-Hyun Lee So-Hee Lee Yong-dae Shin Seung-Chan Sung Ji-Hyun | Cina Chen Luoxun Chen Xi Gao Huan Li Gen Liu Cheng Luo Yu Sun Yu Suo Di Tian Houwei Tian Qing Yao Xue Zhang Zhijun | Taipei Cinese Chen Hung-ling Chiang Kai-hsin Chou Tien-chen Kuo Yu-wen Lin Yen-ju Lu Chia-pin Pai Hsiao-ma Tai Tzu-ying Tsai Pei-lin Wang Chih-hao Wang Pei-rong Yang Chih-hsun                                                                                   |

## Medagliere
| Pos.   | Paese         |   |   |    | Totale |
| ------ | ------------- | - | - | -- | ------ |
| 1      | Corea del Sud | 5 | 0 | 2  | 7      |
| 2      | Thailandia    | 1 | 0 | 2  | 3      |
| 3      | Cina          | 0 | 4 | 1  | 5      |
| 4      | Taipei Cinese | 0 | 1 | 3  | 4      |
| 5      | Russia        | 0 | 1 | 1  | 2      |
| 6      | Malaysia      | 0 | 0 | 3  | 3      |
| Totale | Totale        | 6 | 6 | 12 | 24     |